# Буби, Губайдулла
Губайдулла Буби (тат. Гобәйдулла Габделгалләм улы Нигъмәтуллин-Буби 1866, Иж-Бобья — 1938, Ленинград) — татарский педагог, купец, вел общественную и просветительскую деятельность, один из руководителей и преподавателей медресе «Буби», автор учебников.

## Биография
Он родился в 1866 году в селе Иж-Бобья Сарапульского уезда Вятской губернии Агрызской волости (ныне Агрызский район Республики Татарстан) в семье имам-мудариса Габдельгалляма Ниматулловича (1834-1909). Мать, Бадрельбанат Иманкуловна (1838—1922), дочь имама села Чебенле Мензелинского уезда Уфимской губернии. По национальности татарин. Начинает получать образование в медресе, которое основал его отец. В старших классах он начал помогать отцу в обучении учеников. С 1890 по 1895 год он учился в светской школе для государственных служащих «Мактабе Мулкия-и Шахане» в Стамбуле (вместе с ним эту школу окончили Фатих Карими, Харис Файзи-Чистапули и Муса Акъегетзаде). Вернувшись из Турции, он вместе со своим братом Габдуллой начал ремонт в медресе «Буби». Губайдулла отвечал за научный отдел медресе, разработку учебных программ и учебников. Написанные им учебники отличались от более ранних учебников как по форме, так и по содержанию. В частности, учебник физики «Кыйраәте фәнния» («Научное чтение») становится популярным, несколько раз переиздавался и использовался даже после Октябрьской революции. С 1898 по 1915 годы в джадидских медресе широко распространялись учебники «Мохтасар җәгърәфия» (Краткая география) и «Җәгърәфия гомумия» (Общая география). Также известны и другие учебники как «Сарфы төрки» (Грамматика татарского языка) и др.
Наряду с преподаванием в медресе он занимался производством и торговлей кожаных изделий, для поддержания материального состояния семьи.
После закрытия жандармерией медресе «Буби», в январе 1911 года, решением суда в Сарапуле 28 мая был приговорён к полутора годам лишения свободы. После освобождения переехал с семьей в Уфу, где преподавал физику, географию, естественные науки и французский язык в различных школах. С 1924 по 1926 год возглавлял сельскохозяйственный техникум под Казанью. Затем он уехал в Коканд и 1927—1930-х годах работал директором школы. В 1930-е годы жил в Ленинграде. Умер в 1938 году.

## Работы
- Кавагыйде төркия (Грамматика тюркских языков). 1898.
- Мохтасар җәгърәфия (Краткая география). 1898.
- Җәгърәфия гомумия (Полная география). 1898.
- Кыйраәте төрки (Учебник по изучению татарского). 1899. 1 топ.
- Мохтәсар гыйльме халь (Жизненное учение).1907.
- Кыйраәте фәнния (физика) К., 1909.
- Кечек география (Краткая география). 1910.

## Семья
Его жена Насим Файзуллина (1887—1939), из интеллигентной семьи (сестра Хариса Файзи-Чистапули), учительница женского медресе в селе Иж-Бобья, после закрытия медресе учительница татарского языка и литературы. Умерла в Ленинграде. Дети:
- Фидаи (1906—1932) окончил Политехнический институт в Ленинграде, учился в Берлине . Умер в 1932 году в Коканде в возрасте 26 лет. Семьи не было.
- Зыя (1908—1941), выпускник Ленинградского политехнического института, инженер по цветным металлам. В возрасте 33 лет он погиб на Балтийском флоте в первые дни Великой Отечественной войны .

## Память
В 2011 году в селе Иж-Бобья был открыт музей семьи Буби.